# Bafatá (região)
Bafatá é uma região no centro-norte da Guiné-Bissau. Sua capital é a cidade de Bafatá.. Possui 200884 habitantes, correspondente a 13,86% da população do país.
Bafatá é segundo capital da Guine-Bissau, também a segunda maior cidade do pais.  

## Setores

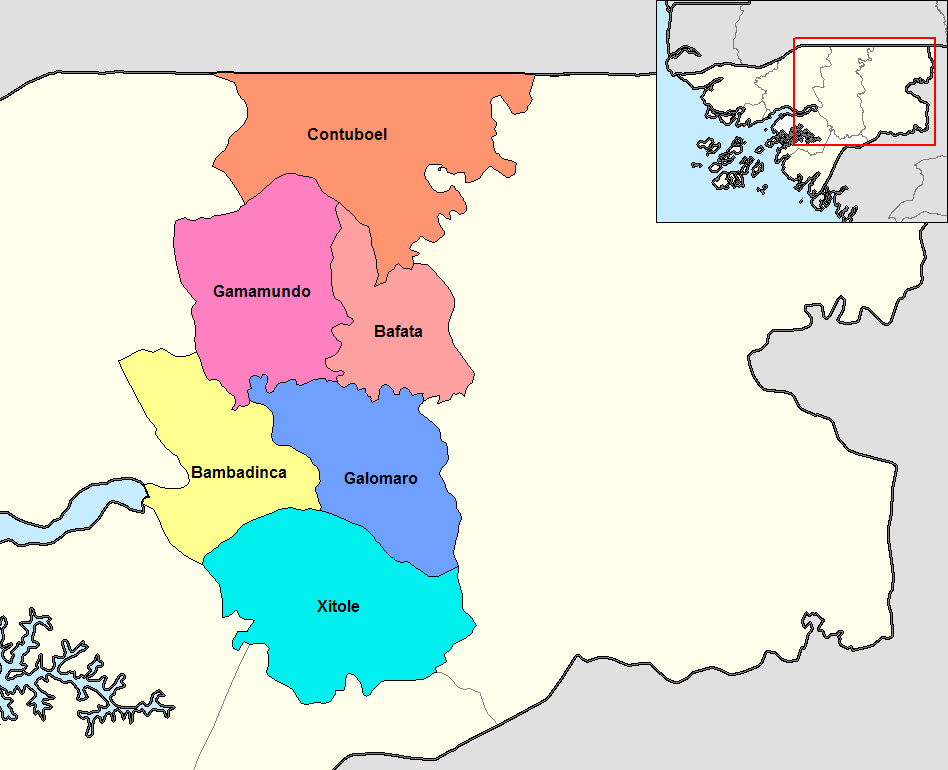
Setores de Bafatá.

A Região Bafatá é divididada em 6 setores:
- Bafatá
- Bambadinca
- Contuboel
- Galomaro
- Gã-Mamundo
- Xitole

## Demografia
| 1979   | 1991   | 2009   |
| 116032 | 145088 | 200884 |

## População por etnia e religião
Na região de Bafatá, as pessoas da etnia Fula correspondem a 60,0% e as da etnia Mandinga a 22,9%.

A maioria da população desta região pratica a religião muçulmana (86,5%).